# Pseudopoda recta
Pseudopoda recta är en spindelart som beskrevs av Jäger och Ono 200. Pseudopoda recta ingår i släktet Pseudopoda och familjen jättekrabbspindlar.
Artens utbredningsområde är Taiwan. Inga underarter finns listade i Catalogue of Life.